# Опавське князівство
Опавське князівство (чеськ. Opavské vévodství, пол. Księstwo Opawskie, лат. Ducatus Oppaviensis) або Герцогство Троппау (нім. Herzogtum Troppau) — князівство, що існувало у Верхній Сілезії зі столицею в місті Опава.
У 1269 році король Чехії Отокар II узаконив Мікулаша — свого позашлюбного сина від придворної дами Маргарети фон Шуенринг, і виділив для нього частину Моравії зі столицею в Опаві. Так утворилося князівство, в якому правила гілка Пржемисловичів.
Після смерті короля Матяша Корвіна правителем Сілезії став король Владислав II Ягелончик, згідно з Оломоуцькими конвенціями. Наступний період Опавське княівство перебувало під владою Чеських королів.
1526 року, після смерті короля Людвика II Ягелончика, до влади в Богемії прийшов Фердинанд I Габсбург, після чого Опавське князівство опинилось від владою австрійських Габсбургів.
1613 року король Матвій Габсбург передав Опавське князівство як феод своєму союзнику Карлу I Ліхтенштейну (1569–1627).
З 1613 до 1918 року князівство управлялося будинком Ліхтенштейнів. Князівство перестало існувати разом з Австро-Угорською імперією в 1918 році, але титул князя (герцога) Троппау і Егерндорфа існує та належить сучасному князю Ліхненштейну, принцу Гансу-Адаму II.

## Князі
- 1269—1308 — Мікулаш I
- 1308—1311 — Болеслав III

у 1311—1318 — Люксембурги
- 1318—1365 — Мікулаш II
- 1365—1371 — Ян I
- 1371—1381 — Вацлав I
- 1371—1433 — Пржемисл I
- 1433—1445 — Вацлав II
- 1433—1437 — Мікулаш IV
- 1433—1452 — Вільгельм
- 1433—1456 — Ернест
- 1433—1456 — Пржемисл II
- 1452—1456 — Фрідріх, Вацлав III та Пржемисл III
- 1462—1485 — Вікторин з Подебрад, син короля Їржі з Подебрад
- 1485—1501 — Янош Корвин, син короля Матвія
- 1501—1506 — Сигізмунд I
- 1506—1528 — Казимир II Цешинський, син Болеслава II Цешинського.